# Unescorotonde

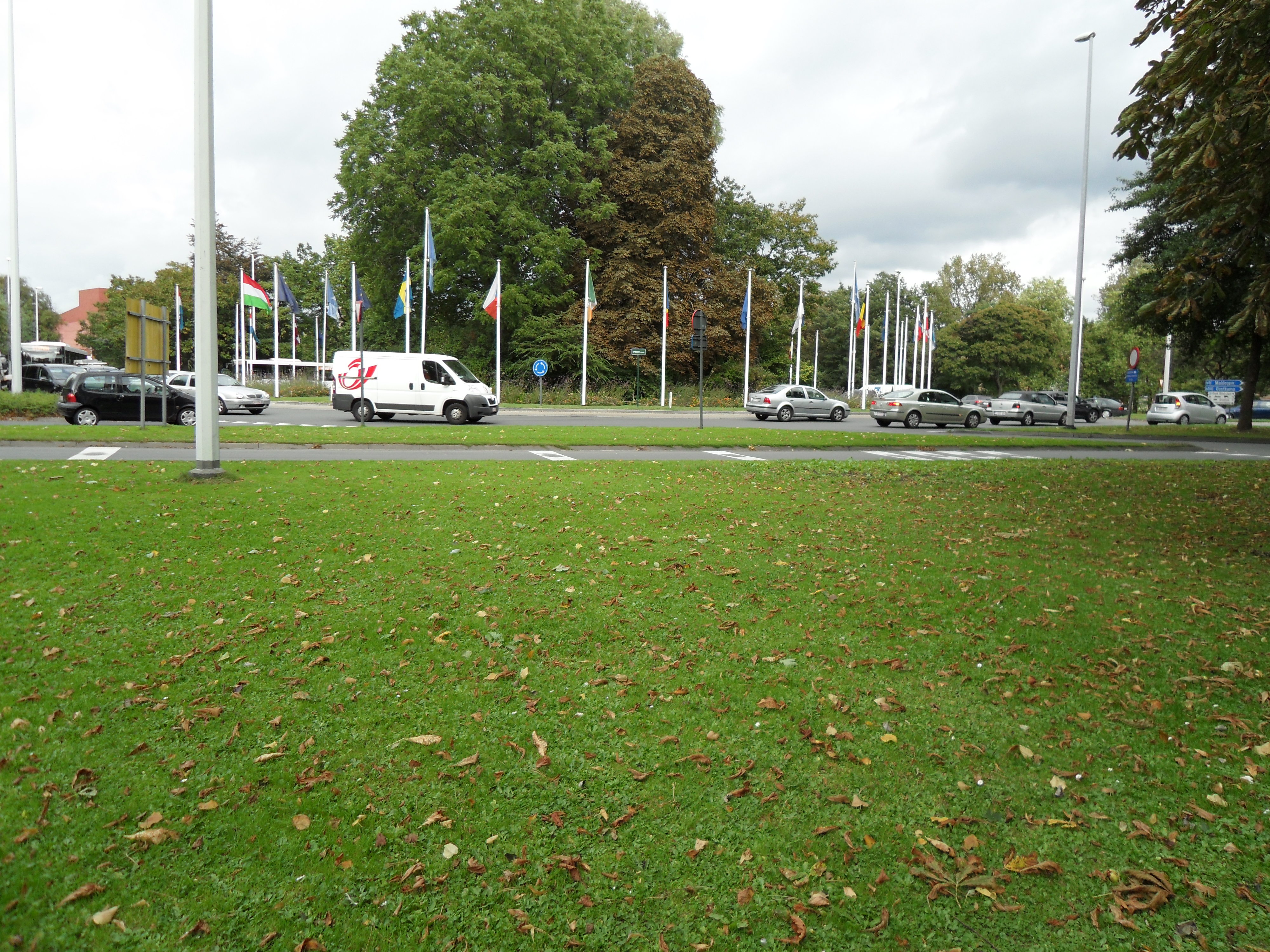
De Unescorotonde.

De Unescorotonde is een verkeersknooppunt in Brugge.

## Beschrijving
Als gevolg van een wijziging in de verkeerscirculatie, werd een rotonde aangelegd op de plek waar de Koning Albert I-laan naar de Boeveriepoort afzwenkt, terwijl een baan rechtdoor langs het station loopt.
De stad Brugge besliste in 2005 aan deze rotonde de naam van de UNESCO te hechten. Dit moest herinneren aan de zestigste verjaardag van de stichting van deze instelling en aan het feit dat de historische stad Brugge werd opgenomen op de UNESCO-lijst van het Werelderfgoed.
De Unescorotonde is onderdeel van de ringweg R30 rond Brugge-centrum.